# Drosophila mettleri
Drosophila mettleri är en tvåvingeart som beskrevs av Heed 1977. Drosophila mettleri ingår i släktet Drosophila och familjen daggflugor.
Artens utbredningsområde är sydvästra USA.